# Fioravante Almeida
Fioravante Almeida (São Miguel Arcanjo, 25 de setembro de 1978) é um ator, jornalista, diretor e produtor brasileiro.
Começou sua carreira aos 16 anos ao trabalhar como jornalista para o jornal Folha de São Miguel Arcanjo e Folha de Itapetininga, assinando uma coluna social para jovens. Após obter uma boa empatia com o público, seguiu para o rádio com um novo desafio, ser sonoplasta, e em seguida transpôs sua coluna do jornal para um programa de rádio voltado para o público pré-adolescente.
Já em 1997 integrou o CPT (Centro de Pesquisa Teatral) com direção de Antunes Filho, onde se formou em sonoplastia. Alguns anos depois passou a fazer parte do Teatro Oficina, e ao lado de Zé Celso criou várias trilhas sonoras.
No ano de 1999 começou a atuar oficialmente na companhia e fazendo da atuação o seu trabalho. Ele fez parte do espetáculo Os Sertões, trabalho que foi reconhecido internacionalmente, sendo capa da Revista Theaterheute na Alemanha. Em 2002 idealizou e foi fundador de um projeto para os moradores do Bixiga. Já entre 2007 e 2009 protagonizou o personagem Carlos no espetáculo de comédia O Noviço de Martins Pena.
Em 2010 escreveu dois textos de teatro, um infantil, Fábricas de Ideias, e um adulto, A Fuga, ambos estreados em 2015.	
No ano de 2013 inaugurou a produtora FLO Arts, e desde então tem feito vários espetáculos no Brasil (O Noviço, O Assassinato do Anão do Caralho Grande, Muro de Arrimo, Molière, Palhaços, A Cerimônia do Adeus, O Jogo do Poder e Mergulho no Mistério Dela).

## Filmografia

### Cinema
| Ano  | Título                        | Papel                 | Notas          |
| ---- | ----------------------------- | --------------------- | -------------- |
| 2002 | Mutante                       |                       | Curta metragem |
| 2003 | O Rito do Náufrago            | Náufrago              | Curta metragem |
| 2004 | Red Lipstick                  | Boy                   | Curta metragem |
| 2005 | 171: Caso Encerrado           | Ronaldo               | Curta metragem |
| 2005 | Sabor da Fome                 |                       | Curta metragem |
| 2006 | Os Doze Trabalhos de Heracles | Motoboy               | Longa metragem |
| 2006 | Ladeira Porto Geral           | Ambulante Toninho     | Longa metragem |
| 2007 | Os Sertões                    |                       | Teatro Online  |
| 2008 | Encarnação do Demônio         | Chefe dos famigerados | Longa metragem |
| 2008 | Augusta                       | Fotógrafo             | Longa metragem |
| 2013 | Estrada 47                    |                       | Longa metragem |

## Televisão
| Ano       | Título                   | Emissora   |
| --------- | ------------------------ | ---------- |
| 2002/2003 | Turma do Gueto           | RecordTV   |
| 2009      | Vende-se um Véu de Noiva | SBT        |
| 2009      | Descolados               | MTV        |
| 2010      | Ti Ti Ti                 | Globo      |
| 2012      | Elmiro Miranda Show      | TBS        |
| 2015      | A Garota da Moto         | SBT        |
| 2015      | Especial Muro de Arrimo  | TV Cultura |
| 2018      | Samantha!                | Netflix    |
| 2019      | Segunda Chamada          | Globoplay  |

## Videoclipes
| Ano  | Artista           | Música     |
| ---- | ----------------- | ---------- |
| 2005 | Semana que Vem    | Pitty      |
| 2006 | Sou Dela          | Nando Reis |
| 2006 | Convicted in Life | Sepultura  |

## Teatro
| Ano         | Nome                                    | Personagem                        | Direção                    |
| ----------- | --------------------------------------- | --------------------------------- | -------------------------- |
| 2005 – 2007 | Os Sertões                              |                                   | José Celso Martinez Corrêa |
| 2007 – 2009 | O Noviço                                | Carlos                            | Vagner Luiz Alberto        |
| 2010        | Nó de Cachorro                          | Marcus                            | Beto Bellini               |
| 2011 – 2012 | O Assassinato do Anão do Caralho Grande | Homem da imprensa e Plínio Marcos | Marcelo Drummond           |
| 2012        | Primeira Mostra de direitos Humanos     |                                   | Dulce Muniz                |
| 2013        | Da Santa                                | Bragadá                           | Dulce Muniz                |
| 2014 – 2022 | Muro de Arrimo                          | Lucas                             | Alexandre Borges           |
| 2018        | Palhaços                                |                                   | Alexandre Borges           |
| 2023        | O Jogo do Poder                         |                                   | Marcelo Drummond           |

## Produções
| Nome                                  | Ano         | Direção                         |
| ------------------------------------- | ----------- | ------------------------------- |
| O Noviço                              | 2007 – 2010 | Wagner Luiz Alberto             |
| Assassinato do Anão do Caralho Grande | 2011 – 2012 | Marcelo Drummond                |
| Muro de Arrimo                        | 2014 – 2022 | Alexandre Borges                |
| Molière                               | 2018 – 2022 | Diego Fortes                    |
| Palhaços                              | 2018 – 2020 | Alexandre Borges e Dedé Santana |
| A Cerimônia do Adeus                  | 2023        | Ulysses Cruz                    |
| O Jogo do Poder                       | 2023 – 2024 | Marcelo Drummond                |
| Mergulho no Mistério Dela             | 2024        | Marcelo Drummond                |

## Prêmios e indicações
| Ano  | Prêmio         | Categoria      | Trabalho       | Resultado |
| ---- | -------------- | -------------- | -------------- | --------- |
| 1999 | Premio Shell   | Melhor Música  | Cacilda!       | Indicado  |
| 2014 | Aplauso Brasil | Melhor Ator    | Muro de Arrimo | Venceu    |
| 2014 | Guia Folha     | Melhor Estreia | Muro de Arrimo | Venceu    |